# Клан Кеннеди (мини-сериал)
«Клан Кеннеди» (англ. The Kennedys) — мини-сериал-хроника, описывающий жизнь семейства Кеннеди. Первоначально сериал был создан для телеканала Канады History Television и History в США. Однако в январе 2011 года телеканал History объявил, что показ сериала отменён. Другие телеканалы также заявили об отказе транслировать сериал. Позже права на показ выкупил американский телеканал ReelzChannel, на котором состоялась премьера двух эпизодов сериала 3 апреля 2011 года, а 7 апреля показ состоялся в Великобритании и 10 апреля в Канаде. 29 января 2012 года премьера мини-сериала состоялась на российском «Первом канале».

## Сюжет
Сюжет сериала строится вокруг семьи Кеннеди и включает в себя такие события в период с 1927 по 1969 год, как болезнь Розмари Кеннеди в конце 1920-х — начале 1940-х гг., Вторая мировая война, ранение Джона Кеннеди в августе 1943 года, гибель Джозефа Кеннеди-младшего в августе 1944 года, свадьба Джона и Жаклин Кеннеди в сентябре 1953 года, победа Джона Кеннеди на президентских выборах 1960 года и его инаугурация в январе 1961 года, а также роман Джона Кеннеди с Мэрилин Монро, неудачная высадка в заливе Свиней (апрель 1961 года), Берлинский кризис в августе 1961 года, Карибский кризис в октябре 1962 года, движение за гражданские права чернокожих в США, борьба с мафией, инсульт у Джозефа Патрика Кеннеди-старшего в декабре 1961 года, смерть новорожденного сына Джона Кеннеди — Патрика Бувье — в августе 1963 года, убийство Джона Кеннеди и его похороны в ноябре 1963 года, война во Вьетнаме, участие Роберта Кеннеди в президентских выборах 1968 года и его убийство в июне 1968 года.

## В ролях
| Актёр              | Роль                   |
| ------------------ | ---------------------- |
| Грег Киннир        | Джон Кеннеди           |
| Барри Пеппер       | Роберт Кеннеди         |
| Кэти Холмс         | Жаклин Кеннеди         |
| Том Уилкинсон      | Джозеф Кеннеди-старший |
| Крис Диамантопулос | Фрэнк Синатра          |
| Шарлотта Салливан  | Мэрилин Монро          |
| Диана Хардкэсл     | Роза Кеннеди           |
| Кристин Бут        | Этель Кеннеди          |
| Серж Уд            | Сэм Джанкана           |
| Энрико Колантони   | Эдгар Гувер            |
| Глен Гастон        | Дин Раск               |
| Джонатан Уиттакер  | Роберт Макнамара       |
| Дон Эллисон        | Линдон Бэйнс Джонсон   |
| Ротафорд Грэй      | Авраам Болден          |
| Гэбриел Хоган      | Джозеф Кеннеди-младший |
| Юджин Липински     | Никита Хрущев          |
| Райан Блейкли      | Ли Харви Освальд       |

## Описание эпизодов
| # | Название | Режиссёр    | Сценарист     | Дата показа    |  |
| 1 | «Большие надежды отца» «(англ. A Father's Great Expectations)»                                                         | Джон Кассар | Стивен Крониш | 3 апреля 2011  |  |
| Кеннеди объединяются, чтобы помочь Джеку завоевать Белый дом. Вот-вот начнутся президентские выборы 1960 года, и Джон Фицджеральд Кеннеди имеет все шансы стать самым молодым президентом США. Он и его жена, Джеки, находящаяся на последнем сроке беременности, становятся объектами пристальнейшего внимания прессы. Отец кандидата, богатейший человек Америки, глава семейства Кеннеди, Джозеф Патрик Кеннеди-старший работает, не покладая рук, чтобы обеспечить победу сына в борьбе с Ричардом Никсоном. Старший Кеннеди вкладывает в предвыборную кампанию десять миллионов долларов собственных денег и призывает возглавить ее сына Роберта, более известного как Бобби. Честолюбивое стремление Джо-старшего к власти имеет корни в далеком прошлом... | |             |               |                |  |
| 2 | «Общие победы, личные схватки» «(англ. Shared Victories, Private Struggles)»                                           | Джон Кассар | Стивен Крониш | 3 апреля 2011  |  |
| Президентская гонка приближается к финишу. Утром в день выборов 1960 года Джозеф Кеннеди-старший продолжает делать все возможное, чтобы обеспечить победу Джека. Бобби, которого отец назначил управляющим предвыборной кампании, достаются упреки отца, когда результаты голосования оказываются не в их пользу. Он говорит жене, что после выборов уйдет из политики навсегда. По предварительным результатам Джон опережает Никсона. Джеки застает Джона флиртующим с Синтией — одной из молодых сотрудниц кампании. Она расстроена, но не удивлена, ибо уже неоднократно сталкивалась с чрезмерной любовью мужа к женскому полу... | |             |               |                |  |
| 3 | «Неудавшееся вторжение, предательство» «(англ. Failed Invasion, Failed Fidelity)»                                      | Джон Кассар | Стивен Крониш | 5 апреля 2011  |  |
| Когда операция в заливе Свиней оканчивается неудачей, Джон Кеннеди принимает непростое решение. Через месяц после выборов у четы Кеннеди рождается сын — Джон Ф. Кеннеди-младший. Джеки просит мужа обеспечить неприкосновенность их личной жизни, но тот демонстрирует новорожденного журналистам. Джон и Бобби пытаются убедить отца в том, что назначение Бобби на пост министра юстиции станет серьезной ошибкой. Но Джо-старший уверен — сыну нужен абсолютно преданный человек. Бобби сталкивается с Федеральным бюро расследований (ФБР) и его главой Эдгаром Гувером. Гувер угрожает братьям Кеннеди фотографиями флирта Джека с Джудит Кэмпбелл Экснер, женщиной с известными связями с организованной преступностью...                                   | |             |               |                |  |
| 4 | «Нарушенные обещания и смертельные преграды» «(англ. Broken Promises and Deadly Barriers)»                             | Джон Кассар | Стивен Крониш | 6 апреля 2011  |  |
| Август 1961 года. СССР вводит войска в Восточный Берлин, но их намерения остаются неясными для Белого дома. Бобби объявляет о создании Отдела по борьбе с организованной преступностью и рэкетом. Чикагский гангстер Сэм Джанкана крайне зол и винит во всем Фрэнка Синатру, убедившего его в том, что в благодарность за поддержку администрация Кеннеди будет закрывать глаза на действия его банды. Однако Бобби начинает кампанию против мафиози, что автоматически делает его заклятым врагом Джанканы. В Белом доме президент сталкивается с растущей проблемой — болезнью Аддисона, обращаясь к доктору Максу Якобсону. Джек объединяет Секретную службу Президента и Президентскую Защитную Дивизию с назначением Авраама Болдена...                       | |             |               |                |  |
| 5 | «Нравственные проблемы и внутренние потрясения» «(англ. Moral Issues and Inner Turmoil)»                               | Джон Кассар | Стивен Крониш | 7 апреля 2011  |  |
| Бобби решает придержать дополнительные обвинения против Сэма Джанканы. На юге продолжаются волнения борцов за права человека. Джон Кеннеди созывает закрытое собрание южан Сената. Уроженец юга, вице-президент Линдон Джонсон хочет помочь в урегулировании нарастающей нестабильности, но Бобби держит его на расстоянии. Чернокожий студент Джеймс Мередит пытается поступить в Университет Миссисипи (Старый Мисс). Губернатор Росс Барнетт запрещает принимать его, нарушая тем самым решение Верховного Суда США. Вокруг учебного заведения нарастают волнения. Джо переносит обширный инсульт и теряет способность говорит... | |             |               |                |  |
| 6 | «На грани войны» «(англ. On the Brink of War)»                                                                         | Джон Кассар | Стивен Крониш | 8 апреля 2011  |  |
| Джеки становится известно о связи мужа с Мэри Мейер. Она забирает детей и покидает Белый дом. Джеку приходится разбираться не только с разваливающимся браком, но и с Карибским ракетным кризисом. Советский Союз размещает на Кубе свои ядерные ракеты. Напряжение растет, Джека призывают атаковать Кубу. Кеннеди и его советники узнают, что на Кубу прибывает новая партия оружия. Джек все еще отказывается начать нападение, отдавая предпочтение плану установления морского карантина... | |             |               |                |  |
| 7 | «Обратный отсчет до трагедии» «(англ. The Countdown to Tragedy)»                                                       | Джон Кассар | Стивен Крониш | 10 апреля 2011 |  |
| 22 ноября 1963 года. Джон Кеннеди в Техасе, в Форт Уэрте, пытается примирить либеральное и консервативное крыло Демократической партии перед началом предвыборной кампании. Линдон Джонсон встречается с Джеком и рассказывает ему о слухах, которые, возможно, распространяет Бобби, о том, что он, Линдон, не представлен в списках кандидатов на место вице-президента в следующей предвыборной кампании. Джек уверяет Джонсона, что эти слухи беспочвенны. Тем временем Ли Харви Освальд у себя дома, в Далласе, собирает винтовку. | |             |               |                |  |
| 8 | «Последствия: проклятье семьи — неудачи и горе» «(англ. The Aftermath: A Family's Curse of Misfortune and Heartbreak)» | Джон Кассар | Стивен Крониш | 10 апреля 2011 |  |
| 25 ноября 1963 года. Народ Соединенных Штатов наблюдает за похоронами Джона Фицджеральда Кеннеди на Арлингтонском национальном кладбище. Бобби погружается в разрушительную депрессию с мыслями о том, что именно его действия по преследованию мафии могли послужить причиной покушения на Джека. Линдон Джонсон уже занял свое место в Овальном кабинете Белого дома, и Джеки готовится к отъезду. По прошествии времени Бобби находит утешение не в церкви, как заклинала его Роуз, а у Джеки, к которой очень привязывается. Однако он осознает, что его жизнь - это жизнь с Этель и детьми. Джеки умоляет Бобби вернуться к политической деятельности — во имя памяти Джека и на благо страны...                                                              | |             |               |                |  |